# Cerrena cystidiata
Cerrena cystidiata är en svampart som beskrevs av Rajchenb. & De Meijer 1990. Cerrena cystidiata ingår i släktet Cerrena och familjen Polyporaceae.   Inga underarter finns listade i Catalogue of Life.